# Mercedesz Kantor
Mercedesz Kantor (ur. 8 września 1998 w Modenie) – włoska siatkarka pochodzenia węgierskiego, grająca na pozycji przyjmującej. 
Jest córką węgierskiego siatkarza Sándora Kántora.

## Sukcesy kluowe
Liga szwajcarska:
- 2023[3]